# Gibraltar (film, 1938)
Pour les articles homonymes, voir Gibraltar (homonymie).
Pour plus de détails, voir Fiche technique et Distribution.
Gibraltar est un film d'espionnage français réalisé par Fedor Ozep sorti en 1938.

## Synopsis
Un officier anglais de la base de Gibraltar se fait passer pour un traître aux yeux de tous, y compris de sa fiancée, afin de déjouer les manœuvres de terroristes.

## Fiche technique
- Réalisation : Fedor Ozep
- Assistant réalisation : Georges Friedland
- Scénario : Jean Stelli, Jacques Companéez et Jean Jacot
- Adaptation et découpage : Jacques Companéez et E. Neuville
- Dialogues : Simon Gantillon
- Société de production : Ciné-Alliance, Speva film
- Directeur de production : Michel Safra
- Photographie : Ted Pahle (A.S.C.)
- 1er opérateur : Jacques Mercanton
- Assistants opérateur : Fradetal et Mirot
- Son : Pierre Calvet et Robert Teissere
- Musique : C. P. Simon et Paul Dessau
- Décors : Georges Wakhévitch et Jacques Ravaux
- Conseiller-militaire : Capitaine Greville Irwin (R.B.A.)
- Régie générale : Henri Baum
- Assistant régie : Picard
- Administrateur : Gr. Geftmann
- Montage : Georges Friedland
- Enregistrement sonore : R.C.A
- Distributeur : DisCina (Paris)
- Pays :  France
- Format :  Noir et blanc - 1,37:1 - 35 mm - son mono
- Genre : Drame
- Durée : 105 minutes
- Date de sortie :
- Visa n°4367 (1939)
  - France : 30 novembre 1938

## Distribution
- Roger Duchesne : Robert Jackson
- Erich von Stroheim : Marson
- Viviane Romance : Mercédès
- Yvette Lebon : Maud Wilcox
- Jean Périer : Col. Wilcox
- Abel Jacquin : Frank Lloyd
- Madeleine Suffel : Nelly
- Paulette Pax : Mme Nichols
- André Roanne : le lieutenant français
- Georges Flamant : Maori
- Odette Talazac : Angelina
- Henri Crémieux

## Box-office
- Union soviétique : 21 300 000[1]